# Keppel Craven
Richard Keppel Craven (1er juin 1779 - 24 juin 1851) est un voyageur britannique et membre de la Société des Dilettanti . 

## Biographie
Il est le troisième et plus jeune fils de William Craven (6e baron Craven) et de son épouse Lady Elizabeth Berkeley, fille d'Augustus Berkeley (4e comte de Berkeley). Ses parents ont divorcé quand Keppel n'avait que trois ans et sa mère a déménagé en France avec lui, mais en ayant promis de le rendre à son père quand il aurait huit ans. Cette condition n'a pas été remplie. Ils reviennent en Angleterre en 1791 pour envoyer Keppel à l'école à Harrow sous un faux nom, où, cependant, il est bientôt reconnu par sa ressemblance avec elle, et désormais appelé par son nom de famille. 
Son père est décédé le 27 septembre 1791 et sa mère épouse le mois suivant Charles-Alexandre de Brandebourg-Ansbach-Bayreuth. Craven n'est pas, par ces événements, éloigné de façon permanente de sa mère; au contraire, après la mort du margrave en 1805, il part vivre avec elle à Naples. 
En 1814, il accepte le poste de Chambellan de Caroline, princesse de Galles, sans recevoir aucun émolument; mais cette occupation ne dure que peu de temps, jusqu'au départ de la princesse pour Genève. Six ans plus tard, il est appelé à témoigner au procès de la malheureuse princesse, lorsqu'il déclare qu'il était à son service pendant six mois, période au cours de laquelle il n'a vu aucune irrégularité dans sa conduite à Milan ou à Naples, ni abusive familiarité de la part de son serviteur italien Bergami . 
Il publie en 1821 A Tour through the Southern Provinces of the Kingdom of Naples, et en 1838 Excursions in the Abruzzi and Northern Provinces of Naples, in 2 vol. La première de ces deux œuvres est agrémentée de vues de ses propres croquis et la seconde d'un plus petit nombre de dessins de W. Westall. 
Devenu riche, il achète en 1834 un grand couvent à Penta dans les montagnes près de Salerne, qu'il aménage en résidence, et y reçoit ses visiteurs avec beaucoup d'hospitalité. Il est pendant de nombreuses années l'ami intime et le compagnon inséparable de Sir William Gell, l'a aidé lorsqu'il était malade et l'a accompagné avec une gentillesse infatigable jusqu'à la mort de Gell en 1836. 
Une autre de ses connaissances très estimées est Marguerite de Blessington, arrivée à Naples en juillet 1823; avec elle, il a ensuite entretenu une correspondance, et certaines des lettres qu'il a adressées à cette dame sont données dans sa vie par Richard Robert Madden. Il est mort à Naples le 24 juin 1851, âgé de 72 ans, étant le dernier d'un triumvirat de littérateurs britanniques, Sir William Drummond, Sir William Gell, et Hon. KR Craven. Il est enterré au Cimetière anglais de Naples. 
Outre les deux ouvrages déjà mentionnés, est publié à Londres en 1825 un livre intitulé Scènes italiennes: une série de délimitations intéressantes de vues remarquables et de vestiges célèbres de l'Antiquité. Principalement esquissé par l'hon. K. Craven.